# Агашорын
Агашорын (каз. Ағашорын) — село в Иртышском районе Павлодарской области Казахстана. Расположено в 254 км к северо-западу от областного центра — Павлодара и в 85 км к северо-западу от районного центра — Иртышска. Административный центр Агашорынского сельского округа. Код КАТО — 554635100.

## История
Село было центральной усадьбой бывшего зернового совхоза имени Пушкина, образованного в 1955 году на базе бывших колхозов имени Пушкина, имени Кирова и совхоза «Кутузовский».

## Население
В 1985 году в селе жили 986 человек. В 1999 году население села составляло 975 человек (478 мужчин и 497 женщин). По данным переписи 2009 года, в селе проживало 733 человека (361 мужчина и 372 женщины).